# Jüdischer Friedhof Philippsburg

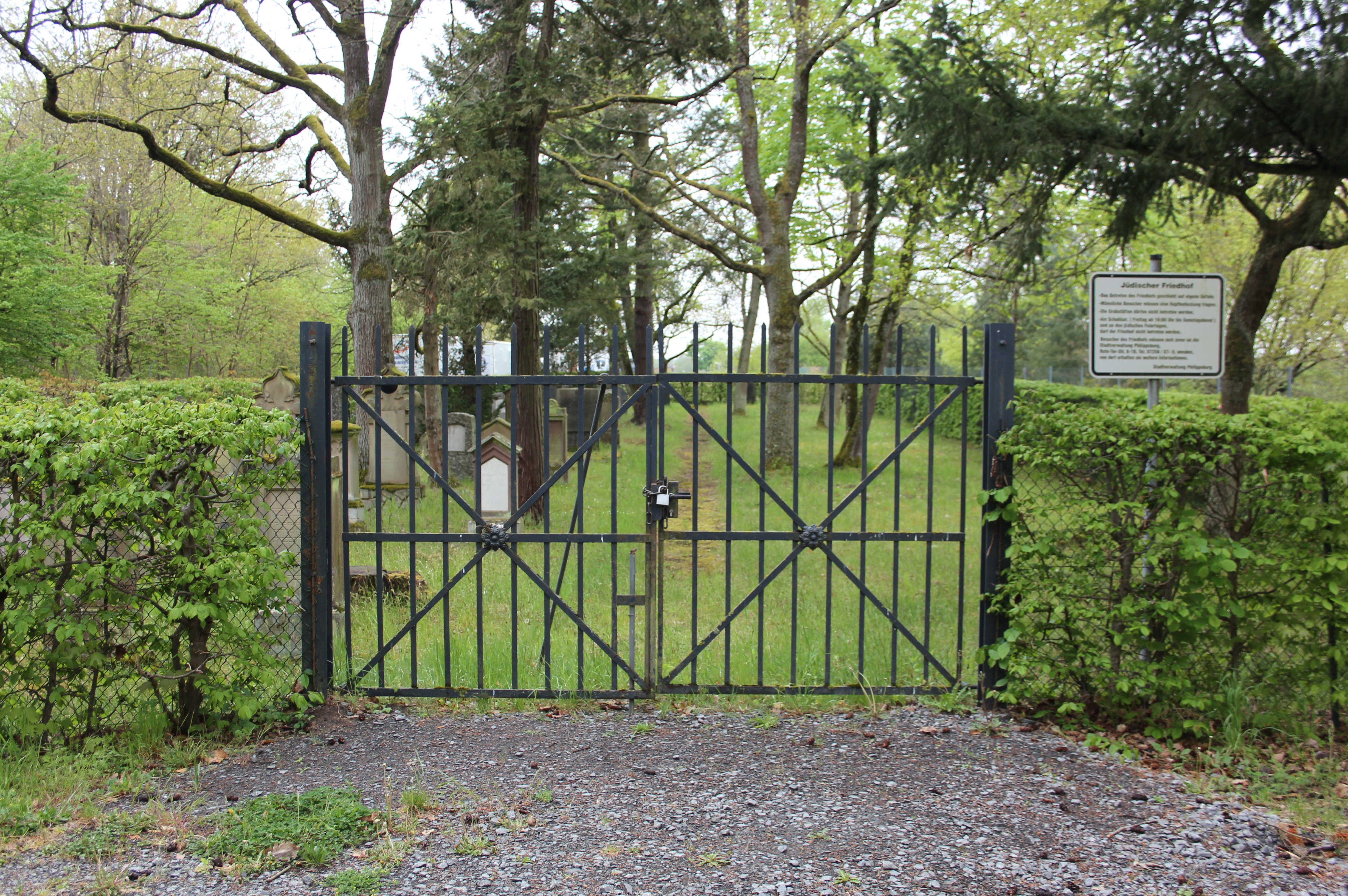
Eingang zum jüdischen Friedhof in Philippsburg

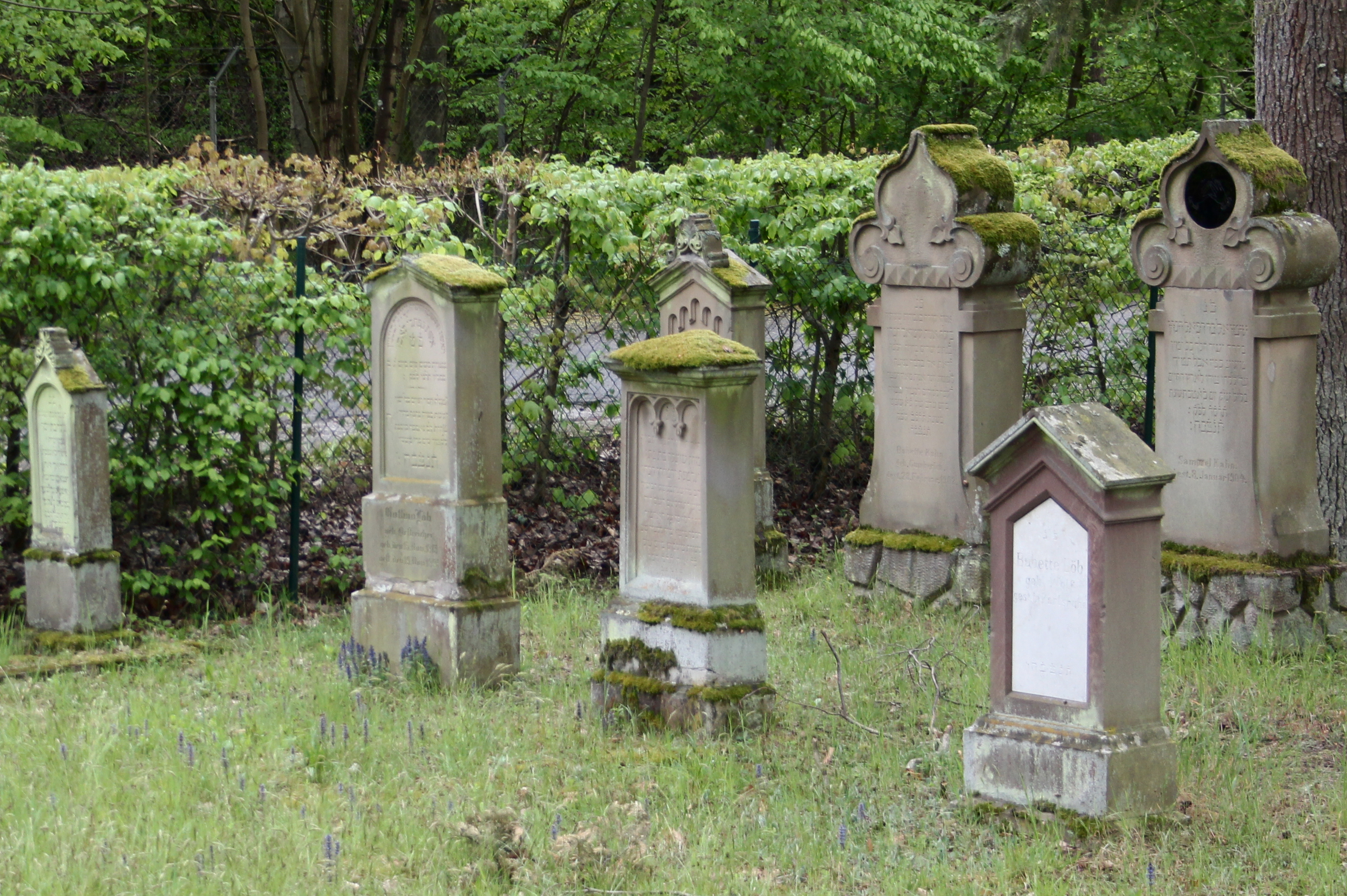
Grabsteine

Der Jüdische Friedhof Philippsburg ist ein jüdischer Friedhof in Philippsburg, einer Stadt im Landkreis Karlsruhe im nördlichen Baden-Württemberg. Der Friedhof ist ein geschütztes Kulturdenkmal.
Die Toten der jüdischen Gemeinde Philippsburg wurden zunächst auf dem jüdischen Friedhof Obergrombach beigesetzt. Im Jahr 1889 wurde ein eigener Friedhof eingerichtet, der sich auf der Gemarkung Huttenheim im Gewann Im Sandfeld auf dem Wall befindet. Der jüdische Friedhof hat eine Fläche von 11,95 Ar, heute sind noch 47 Grabsteine vorhanden.
Die erste Beisetzung fand 1890 statt und der letzte Beigesetzte war Moritz Neuburger, der von 1889 bis 1938 jüdischer Lehrer in Philippsburg war. Er kehrte aus der Emigration nach 1945 nach Heidelberg zurück und wurde 1954 auf dem Friedhof bestattet.